# Silo de Mérida
El silo de Mérida es un antiguo silo de grano construido en la ciudad española de Mérida, provincia de Badajoz (Extremadura). Se encuentra situado junto a las vías del tren y la estación de ferrocarril. Puesto en servicio en la década de 1950, constituyó uno de los primeros silos de la Red Nacional y también uno de los de mayor tamaño. Tiene una capacidad de almacenaje de 10.500 toneladas.

## Historia
Su construcción respondió a una premeditada organización para el almacenamiento de cereal, dentro de la política implementada por el régimen franquista a través del Servicio Nacional del Trigo (SNT). Para 1942 ya se habían diseñado algunos silos de tránsito: todos de gran tamaño y capacidad. Estos silos fueron singulares, no seriados como los que se hicieron posteriormente, y eran vitales en el esquema de la Red Nacional al estar ubicados en los importantes nudos ferroviarios que unían las zonas productoras. Entre estos primeros silos están los de Alcalá de Henares, Córdoba y Mérida. Los tres se concluyen hacia 1950, entrando el emeritense en funcionamiento ese mismo año.
Estos silos de tránsito contaron con modernos sistemas de señalización y control a distancia, además de un complejo sistema de máquinas diseñadas para la manipulación y selección de semillas. El de Mérida fue construido junto a la infraestructura ferroviaria, respetando el tejido urbano de la villa de mediados del siglo XX, en un espacio en el que se situaban instalaciones militares y un grupo de casas adosadas para maestros de la Barriada de la República Argentina.
El silo emeritense pasó a formar parte del Servicio Nacional de Cereales en 1969 y, en 1971, del Servicio Nacional de Productos Agrarios (SENPA). En 1983 se promulgó la Ley para la liberalización del Comercio del Trigo, dándose por concluida la política proteccionista española y, en consecuencia, muchos silos dejaron de recibir trigo. Sin embargo, la Política Agraria Común Europea (PAC) requería que, para la regulación de mercados, se conservasen algunos silos de referencia, por lo que el Fondo Español de Garantía Agraria (FEGA) mantuvo el de Mérida dentro de su red. Durante el tiempo que estuvo operativo el silo conservaba trigo, cebada, avena y, en menor medida, maíz.

## Características
El Silo de Mérida es un edificio que tiene 5.736 metros cuadrados de superficie construida y que está compuesto por cinco crujías de celdas de sección cuadrangular, de grandes dimensiones, formando filas en sentido longitudinal, dispuestas de forma paralela y de desarrollo vertical. Todas las filas de celdas, tanto las centrales como las laterales, se encuentran elevadas sobre el terreno, con el fin de evitar que la humedad afecte la estabilidad del cereal almacenado y para permitir las maniobras de recepción o evacuación del grano. La cimentación del edificio es convencional, realizada a base de zapatas aisladas como soportes de los pilares, en tanto que la sustentación de los muros perimetrales se realizaba a través de muros corridos. La fábrica de muros y celdas está realizada a base de bloques y ladrillos cerámicos armados. 

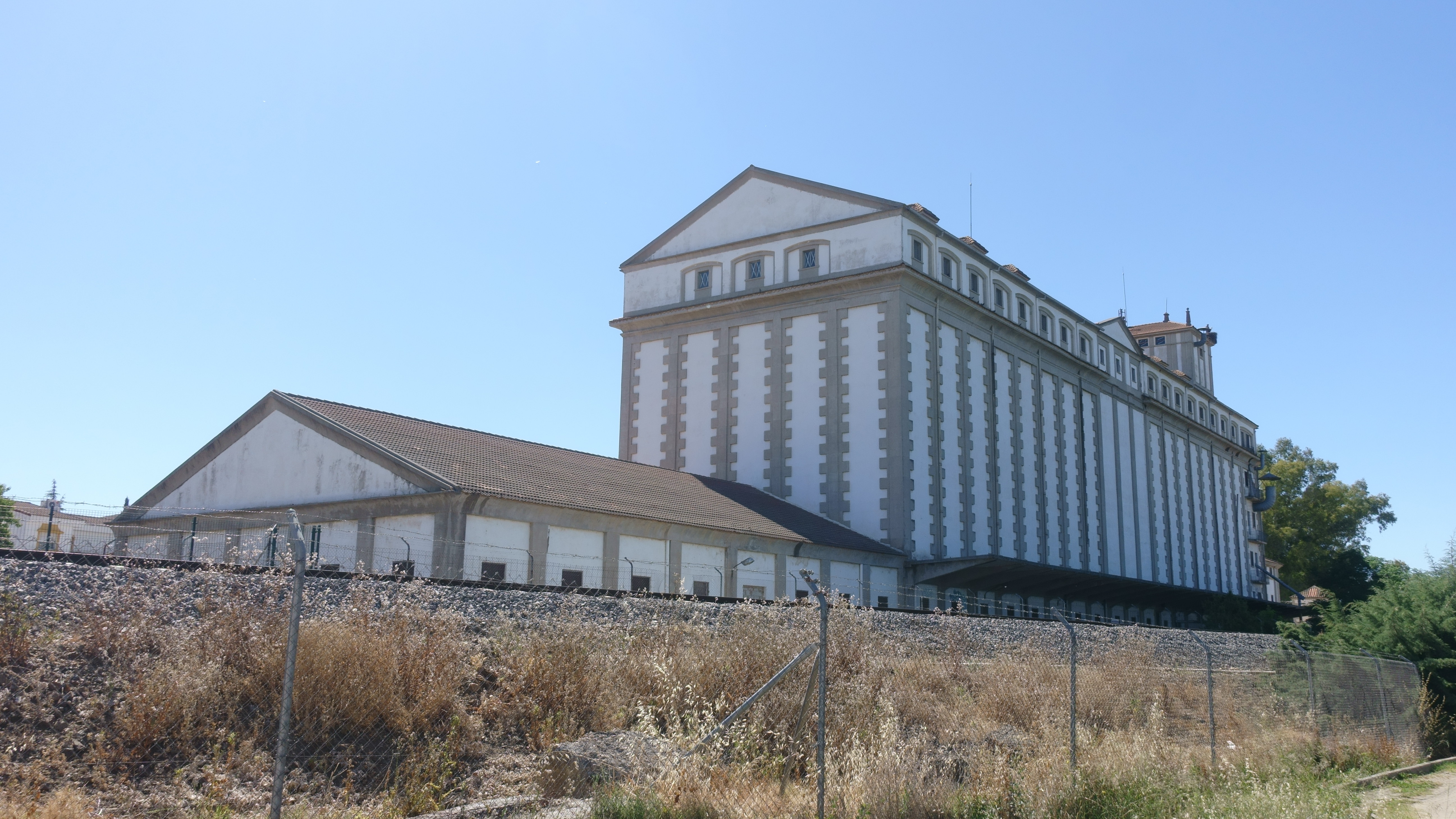
Vista de las instalaciones, en 2022.

Para este edificio, la respuesta estética se encuadra dentro de un estilo regional, si bien, no se atiene a ningún modelo de la zona y su resultado final tiende al eclecticismo. Como en otros silos similares, se deja entrever la distribución interior, de modo que quedan definidos al exterior la torre elevadora, las celdas de almacenamiento, la galería superior horizontal de reparto a las celdas y la inferior de recepción/reexpedición.
La torre elevadora es el elemento más destacado del edificio. La torre presenta idénticas soluciones estéticas a las del resto del edificio y, por tal motivo, su planta superior resuelve los vanos con ventanas y óculos, además de rematar cada esquina de su tejado, a cuatro aguas, en pináculos. En el silo emeritense, el cuerpo de maquinaria de manipulación de grano se adosa a las tres primeras plantas de la torre, restando protagonismo a la torre y perjudicando, en cierta manera, las proporciones y elegancia de la fachada.
Junto al edificio principal, y en la parcela, se alzan la nave anexa para el secado, selección de cereal y otras estructuras y edificaciones anexas como aseos, báscula, las casas del guarda y del jefe del silo, las oficinas de administración o el centro de transformación. Las viviendas del jefe del silo y del guarda, también las oficinas se integran dentro de la estética de la época, imitando el diseño regional que algunos arquitectos estaban realizando para el Instituto Nacional de Colonización o la Confederación Hidrográfica del Guadiana. Se trata de inmuebles de corte andaluz en los que contrasta el blanco del enjalbegado con el rojo de la teja y en los que está presente la arquería de medio punto o de arcos rebajados en los porches.